# Giovanni Corrao
Antonino Giovanni Francesco Currau, noto con il nome di Giovanni Corrao (Palermo, 17 novembre 1822 – Palermo, 3 agosto 1863), è stato un generale, patriota e rivoluzionario italiano.
Nel 1848 abbandonò il suo lavoro per prendere parte alla rivoluzione siciliana, durante la quale si distinse per coraggio e abilità; con il ritorno dei Borbone, dopo vari anni di detenzione, fu costretto ad abbandonare la Sicilia e vagare per l'Europa; desideroso di far annettere il Sud Italia da parte dei Savoia, nel 1860 tornò in Sicilia col concittadino Rosolino Pilo, preparando il terreno all'impresa di Garibaldi. Nominato generale dall'Eroe dei due mondi, in seguito all'incontro di Teano entrò a far parte dell'Esercito regolare, salvo poi abbandonarlo nel 1862 per seguire nuovamente Garibaldi nella conquista di Roma, un sogno che si dissolse con la Giornata dell'Aspromonte. Tornato in Sicilia, dopo essere stato più volte arrestato dalle autorità locali per presunti coinvolgimenti in alcune azioni criminali, venne misteriosamente assassinato nel 1863 alle porte di Palermo.
Fedele seguace di Garibaldi, Corrao rappresentò il punto di riferimento per l'ambiente del radicalismo siciliano e riuscì a convogliare nel suo movimento il malcontento di diverse fazioni dell'isola, dai borbonici ai clericali, fino al giorno della sua morte, dopo il quale sarà il suo amico Giuseppe Badia a prenderne il posto.

## Biografia

### Da calafato a capitano d'artiglieria (1822-1855)
Giovanni Corrao nacque nel 1822 a Palermo, figlio di Giuseppe e di Anna Maria Argento; seguendo la stessa strada del padre, svolse in gioventù il mestiere di calafato al porto di Palermo; l'11 ottobre del 1842 si sposò con Francesca Agnello; «sprovvisto d'istruzione, ma audace e risoluto», la sua vita cambiò radicalmente nel 1848: da sempre avverso ai Borbone, fu tra i protagonisti della rivoluzione siciliana di quell'anno, distinguendosi per le sue gesta prima a Palermo, poi a Catania e Messina, dove «si rivela in grado di costruire e riparare armi, e anche di usarle con coraggio in combattimento»; nella battaglia messinese una delle azioni che lo rese celebre, compiuta insieme a Bartolomeo Loreto ed altri rivoluzionari, fu il recupero sotto il fuoco nemico di diaciassette cannoni dell'esercito borbonico, che erano rimasti sepolti sotto le macerie del muro dell'Arsenale; l'impresa di Loreto e Corrao verrà così celebrata dal colonnello Vincenzo Giordano Orsini:

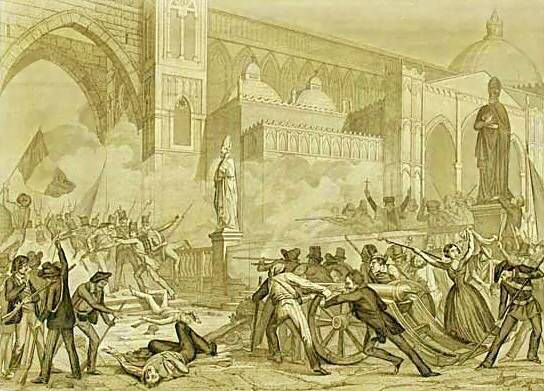
La rivoluzione palermitana del 1848 in una stampa dell'epoca

Le abilità mostrate sul campo di battaglia gli valsero il grado e il soldo di capitano d'artiglieria, assegnatogli il 23 settembre di quello stesso anno dalla Camera dei comuni. Quando il combattimento tra i due schieramenti riprese, nell'aprile del 1849, fu tra i più determinati nella lotta estrema contro il nemico, e con le sue truppe tentò di resistere fino all'ultimo all'esercito guidato da Filangeri, dal 7 al 9 maggio. Come si apprende dalla testimonianza di Giustino Fortunato, Corrao prese parte alla delegazione che dichiarò la resa all'esercito borbonico quando ormai non vi era più alcuna possibilità di successo:

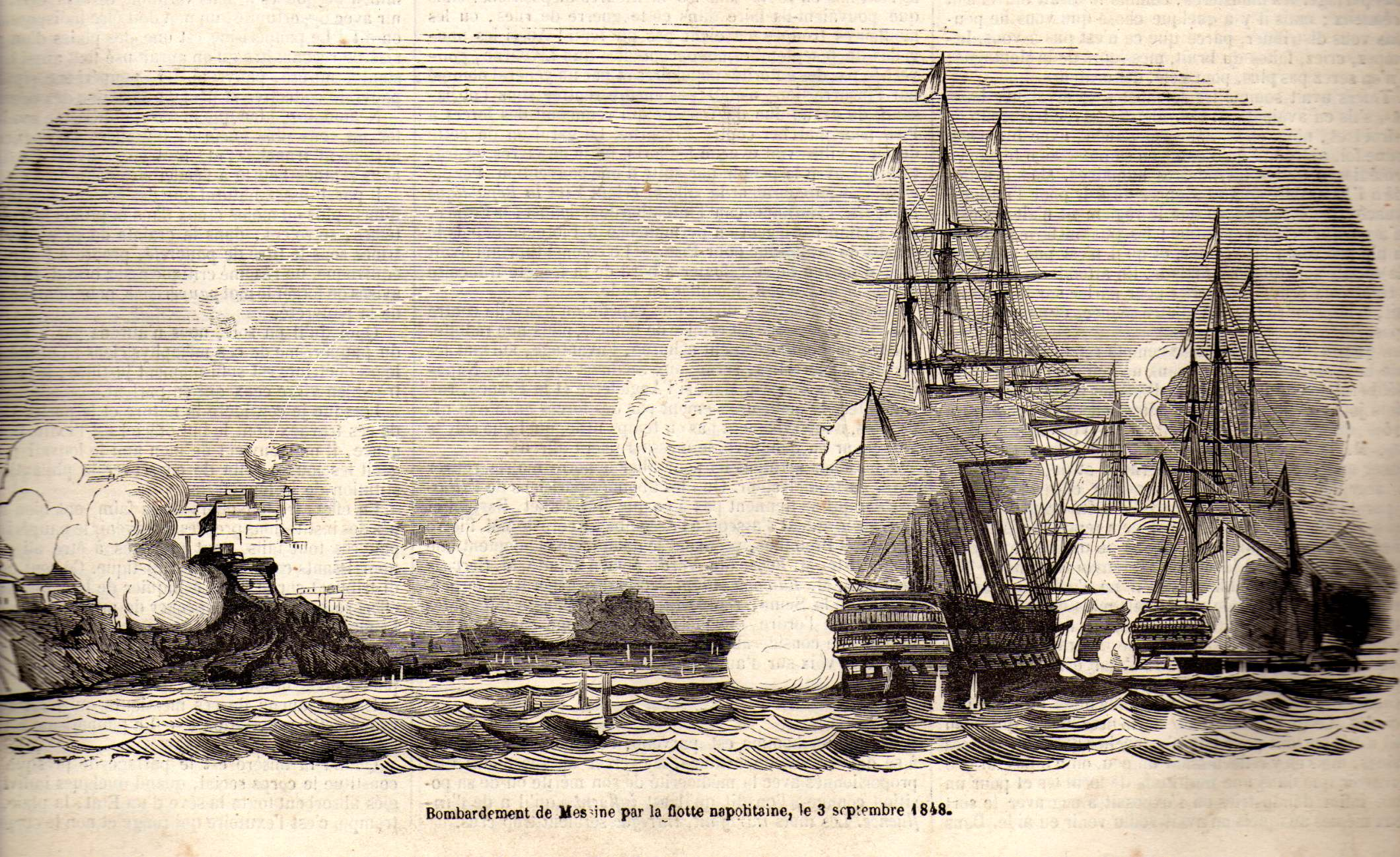
Messina bombardata dalla marina borbonica nel settembre del 1848

Il re Ferdinando II, che nel settembre del 1848 aveva già bombardato la città di Messina, nel maggio del 1849 si riappropriò dell'intera Sicilia e Corrao fu costretto a rifugiarsi a Malta; ciononostante tornò nella sua città natale alla fine di giugno, sperando in una prossima sollevazione popolare; scoperto dalle autorità, fu arrestato e attraverso un provvedimento di polizia venne relegato nell'isola di Ustica, dove rimase per tre anni. Nel maggio del 1852, notando una barchetta lasciata incustodita da alcuni ragazzi, tentò la fuga insieme ad altri relegati, venendo però raggiunto e riportato sull'isola; questo tentativo di fuga, tuttavia, spinse le autorità siciliane a trasferirlo nell'agosto del 1852 nella cittadella di Messina, dove ebbe come compagno di prigionia Raffaele Villari. Dopo essere stato trasferito nelle Grandi prigioni di Palermo tra il maggio e l'agosto del 1855, Corrao venne scarcerato a condizione che lasciasse il Regno delle Due Sicilie.

### L'esilio e la corrispondenza con Pilo (1855-1860)
Abbandonata la Sicilia, nel settembre del 1855 Corrao sbarcò a Marsiglia, da dove mosse per Genova; si stabilì nella città ligure fino alla fine del 1857, per poi trasferirsi a Torino; tuttavia il suo estremismo politico, unito al fatto che esercitasse abusivamente la professione di medico, spinse il governo sabaudo ad espellerlo; Corrao cercò in tutti i modi di sottrarsi all'espulsione, che infine avvenne il 18 aprile 1858, giorno in cui fu costretto ad abbandonare il Regno di Sardegna insieme al suo amico Giuseppe Badia.

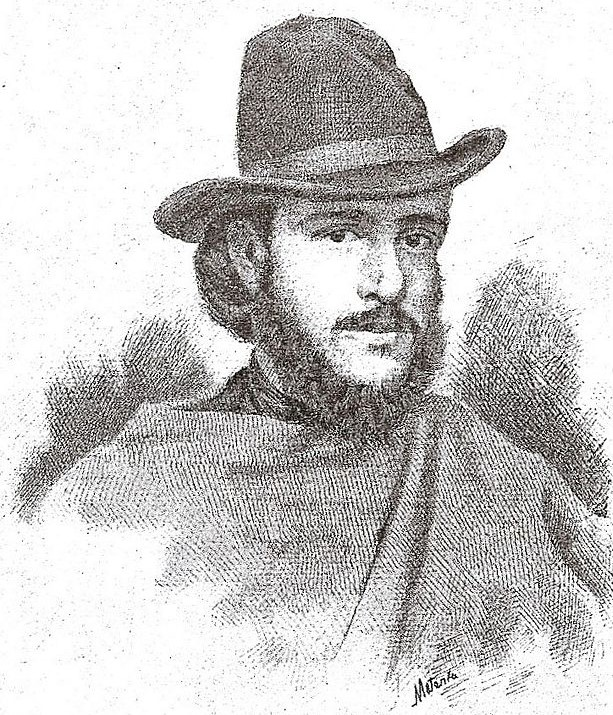
Rosalino Pilo, concittadino con cui Corrao iniziò una fitta corrispondenza epistolare

Iniziando a covare «un tremendo rancore nei confronti del governo piemontese e di Napoleone III», fu dunque costretto a cercare asilo a Malta, poi ad Alessandria d'Egitto e successivamente di nuovo a Malta, nel gennaio del 1859; intanto in questo periodo iniziò il rapporto epistolare che lo avrebbe saldamente legato al suo concittadino Rosolino Pilo; dopo il fallito tentativo di Felice Orsini del 14 gennaio 1858, i due iniziarono anche a progettare un attentato a Napoleone III, che tuttavia non verrà mai messo in atto; in quel gennaio del 1859 da Londra Pilo scriveva al suo amico:
Corrao tuttavia, in attesa di vendere un terreno di sua proprietà in Sicilia, non aveva abbastanza denaro per raggiungere Pilo in Inghilterra; Pilo gli fornì dei soldi e il cavaliere Palermo, un uomo che in quel momento risiedeva a Malta, mise a disposizione il suo passaporto, così che il 26 febbraio Corrao poté iniziare il suo viaggio per l'Inghilterra sotto falso nome. L'attentato a Napoleone III non venne portato a termine dai due siciliani per «motivi imprecisabili»; Falzone ipotizza che «solo il ritorno in Italia, e il concretarsi della possibilità di altre iniziative che avessero come programma la rivoluzione in Sicilia poterono indurre il Corrao ad abbandonare il progetto di assassinio». Infatti Corrao ad agosto si spostò a Modena per entrare a far parte nella brigata di Ignazio Ribotti, ma non venne arruolato. Profondamente deluso da quest'ultima esperienza e dal modesto spirito rivoluzionario incontrato nell'Italia centrale, si decise a progettare con pochi compagni fidati un ritorno in Sicilia, da cui sarebbe dovuta partire la rivoluzione per la conquista dell'unità nazionale.

### Precursore dell'impresa dei Mille (marzo-maggio 1860)

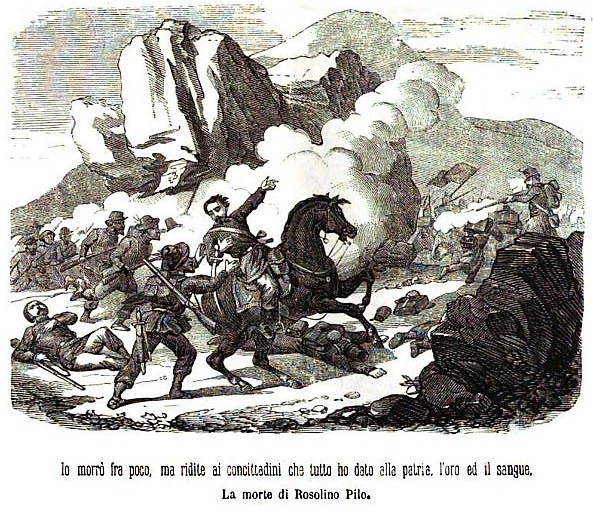
Rappresentazione della morte di Rosolino Pilo

Nel marzo 1860 con Pilo organizzò una spedizione in Sicilia che ebbe il consenso di Crispi e la promessa di Garibaldi di intervenire in caso di successo. I due partirono da Genova a bordo della tartana viareggina Madonna del Soccorso capitanata da Raffaello Motto, che più avanti racconterà in che modo era finito a trasportare Corrao e Pilo fino in Sicilia:
La notte tra il 9 e il 10 aprile 1860 i due sbarcarono a Messina e si recarono a Palermo, organizzando un migliaio di volontari che in quei giorni si scontrarono a Carini con le truppe borboniche, e in attesa del promesso arrivo di Giuseppe Garibaldi.

### Colonnello al fianco di Garibaldi (maggio-ottobre 1860)
Con lo sbarco il 14 maggio dei Mille a Marsala, ricevette l'ordine da Garibaldi di effettuare una manovra diversiva con i suoi volontari,  fu assalito il 21 maggio dalle truppe borboniche e Pilo cadde in combattimento nei pressi di San Martino delle Scale, e Corrao ritirò i restanti volontari a Montelepre. Il 27 attaccò Palermo dal lato opposto da quello delle truppe garibaldine.
Nominato da Garibaldi colonnello dell'esercito meridionale il 17 luglio, condusse un reggimento nella battaglia di Milazzo
combatté con i garibaldini per l'intera durata della campagna, e il 1º ottobre fu ferito gravemente sul Volturno.
Fu nominato generale dallo stesso Garibaldi per sostituire il 29 ottobre Giuseppe La Masa al comando della Brigata Sicula.

### Dopo l'unità e Aspromonte (1861-1862)

Il generale Corrao ritratto in una foto

Dopo l'Unità d'Italia passò con il grado di colonnello nel Regio esercito, dal quale si dimise poco tempo dopo in coerenza con la sua avversione verso la politica del governo verso la Sicilia, seguendo nel 1862 con i suoi volontari siciliani Garibaldi in Aspromonte.
Tornato successivamente a Palermo, mantenne in armi 400 dei suoi volontari, fino all'amnistia per i fatti di Aspromonte.

### L'assassinio (1863)

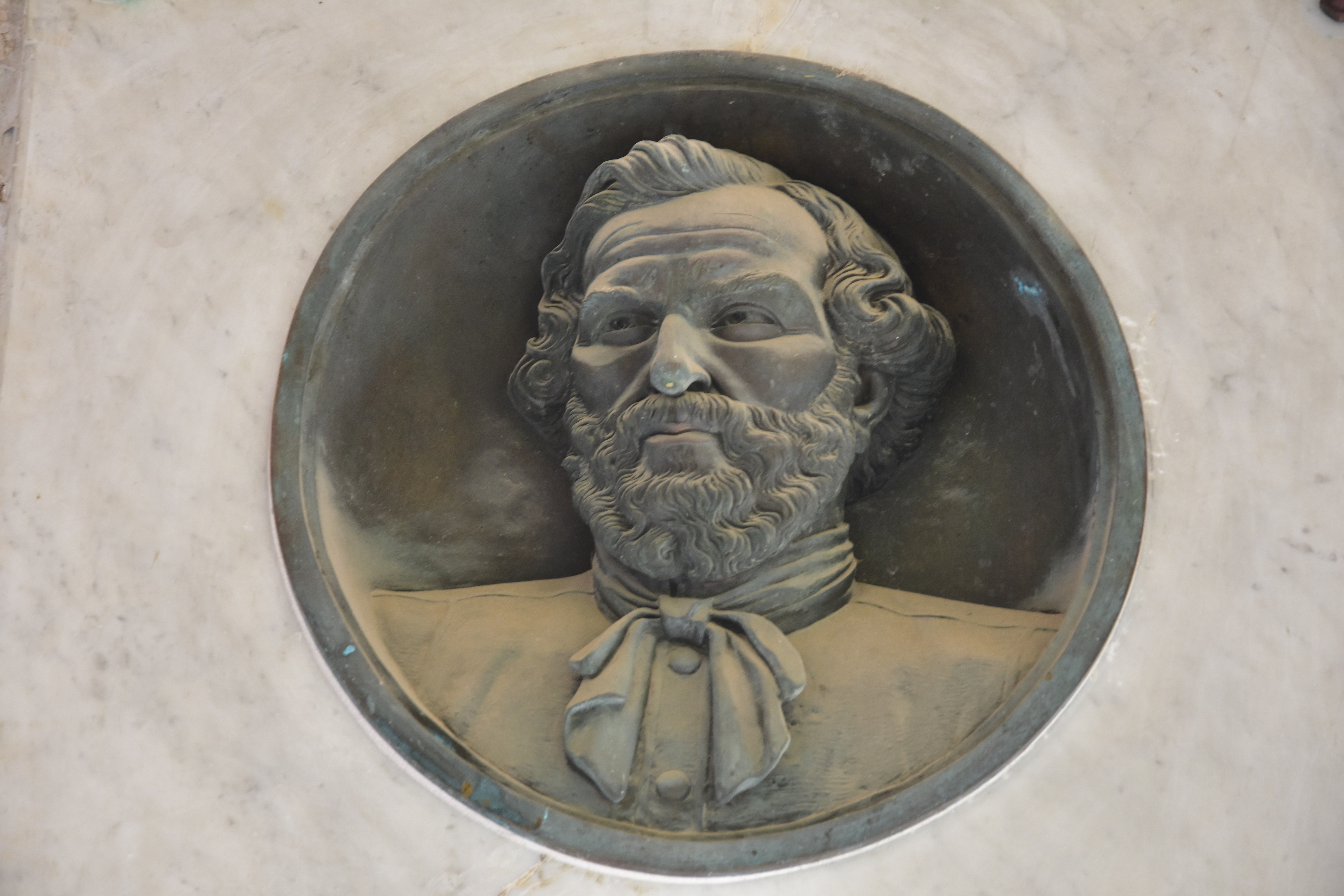
Ritratto di Corrao nel monumento funerario del chiostro di S. Domenico

Alla vigilia dell'anniversario dell'Aspromonte, venne assassinato il 3 agosto 1863 in un agguato alle porte di Palermo. Rimase coinvolto nella reazione antisabauda di quei giorni. Il delitto è rimasto sempre impunito, ma negli atti di indagine venne usato per la prima volta nella storia del Regno d'Italia il termine mafia. 
È d'altra parte opinione diffusa che si fosse trattato di una delle prime stragi di stato, sulla base delle informazioni date a Carlo Trasselli, amico fedele di Corrao, da un'anziana donna che risiedeva a pochi metri dal luogo in cui fu ucciso Giovanni Corrao. Secondo Trasselli, la donna gli disse che negli ultimi giorni si aggiravano nella zona due carabinieri, i quali il giorno dell'uccisione di Corrao si erano vestiti da cacciatori, ma che lei era riuscita comunque a riconoscerli. Tuttavia, dopo che Trasselli ebbe comunicato alla magistratura le informazioni che aveva recuperato ed era riuscito a far aprire un processo, la donna cambiò residenza e negò ogni particolare di fronte al giudice (cosa che permette di ipotizzare che probabilmente non fu la mafia a uccidere Corrao, con cui si suppone fosse in buoni rapporti e con l'ausilio della quale stava organizzando un'insurrezione contro il neonato Regno d'Italia).
È seppellito nel chiostro della chiesa di San Domenico, a Palermo, dopo essere stato esposto per diversi anni nelle Catacombe dei Cappuccini.

## Eredità politica: Badia e la sinistra radicale
(Gaspare Bivona sulla rivolta del 1866)
Gli succedette alla guida del movimento repubblicano,   uno dei suoi compagni, Giuseppe Badia, che ripristinò i contatti con le  squadre dei picciotti (le bande contadine che nel 1860 avevano aiutato Garibaldi), quindi si alleò sia con le organizzazioni socialiste sia con esponenti della nobiltà palermitana e della chiesa cattolica che miravano a una restaurazione borbonica.  Nonostante Badia venisse arrestato nel 1865, fu liberato durante la rivolta del sette e mezzo nel 1866.

## Dibattito storiografico: da mafioso a patriota

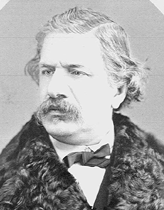
Filippo Antonio Gualterio, prefetto di Palermo che in un rapporto collegò la figura di Corrao alla maffia

Corrao venne accusato fin dal 1862 di essere il capo dell'organizzazione criminale che in quel periodo iniziava ad essere indicata col nome di maffia; ma il generale garibaldino venne definitivamente bollato come mafioso a partire dal 1865, anno in cui il prefetto di Palermo Filippo Antonio Gualterio scrisse un rapporto, primo documento ufficiale dell'Italia unita a contenere il termine maffia, nel quale denunciò i rapporti che, secondo le sue fonti, erano stati intrattenuti da Corrao e dal suo successore Badia con tale setta criminale:
Gualterio era stato mandato in Sicilia da Giovanni Lanza, nuovo ministro dell’Interno del governo La Marmora, nel quadro nel completo riordino dei vertici della pubblica sicurezza dell'isola; orvietano di nascita, Guaterio era dedito «alle pratiche informative e alle conseguenti operazioni di spionaggio, infiltrazione, manipolazione, diversione che esse rendevano possibili». Il rapporto del prefetto, per la sua importanza storica e per gli effetti che produrrà sull’accostamento tra alcuni patrioti garibaldini e il fenomeno mafioso, è stato oggetto delle analisi di molti storici, che in gran parte hanno individuato nel documento una evidente finalità politica; Francesco Benigno sostiene che nel suo rapporto Gualterio «piega le notizie in suo possesso alla dimostrazione dell’esistenza di un’unica congiura rosso-nera manovrata dai borbonici», seguendo un procedimento «che mescola scientemente lotta politica e repressione criminale»; la stessa lettura viene fornita da Paolo Alatri, secondo il quale la presentazione che Gualterio offriva dei rapporti tra gli esponenti della democrazia radicale e quelli borbonici era «molto tendenziosa e inesatta, [...] deformava la realtà»; Giuseppe Carlo Marino si limita ad osservare che il prefetto era stato «tra i primi ad intuire lucidamente il rapporto tra la mafia e la politica», mentre Antonino Recupero afferma che si era operato «un corto circuito tra opposizione di estrema sinistra, opposizione borbonica e criminalità comune» e di conseguenza «le fonti d'archivio sono “caricate” politicamente, e non ci permettono di distinguere il volto dei componenti delle cosche che pure si andavano formando»; sulla stessa linea di interpretazione si muovono anche Salvatore Lupo, secondo cui le parole di Gualterio «scoprono la mafia, ma per incidens, per quanto serve alla demonizzazione dell’opposizione», e Giovanni Tessitore, il quale afferma: «egli [Gualterio] fece ricorso al neologismo per tenere concettualmente unita […] una molteplicità di fattori – il malessere sociale, l’emergenza criminale, il banditismo e l’opposizione politica».

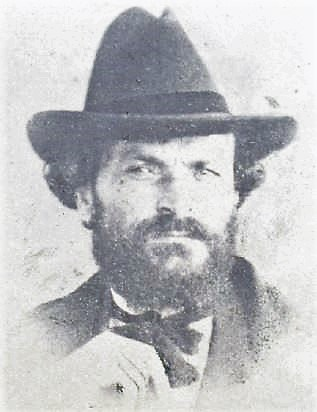
Ritratto raffigurante Giovanni Corrao

La figura di Corrao fu per lungo tempo associata al fenomeno mafioso, ma quando si iniziò a dubitare dell'affidabilità del rapporto di Gualterio, conseguentemente si avviò anche una rivalutazione storica della figura di Giovanni Corrao; il primo e principale autore di questo lento processo fu Gaetano Falzone, che in risposta alla svalutazione del contributo siciliano all'impresa risorgimentale si impegnò nel rivalutare ed esaltare le figure dei siciliani che si resero protagonisti nelle vicende che portarono all'unificazione italiana, tra cui quella di Corrao:
In seguito ai molteplici studi di Falzone la figura di Corrao si distaccò progressivamente dalla mafia, ma mai del tutto; tutt'oggi nelle tante descrizioni del generale che ci sono offerte in varie opere storiche, la sua figura oscilla spesso tra il patriota e il profilo criminale; Napoleone Colajanni lo definisce «un uomo adorato nelle campagne e nelle città di Palermo, che aveva qualche cosa del Mafioso, ma che era nobile e generoso»; Orazio Cancila sostiene invece che la figura di Corrao, e con essa tutta l’ala democratico-radicale, fosse «saldamente collegata» con la delinquenza mafiosa, e che a volte «non disdegnasse di fare da anello di collegamento tra la stessa e il partito borbonico»; per Giuseppe Carlo Marino il generale Corrao era colui che più di chiunque altro «costituiva l’incarnazione dello spirito laico-rivoluzionario del garibaldinismo in perfetta e indivisibile simbiosi con la mafiosità di larga parte del sottoproletariato palermitano»; egli, continua Marino, poteva contare su «complicità e amicizie di non pochi facinorosi» ma, nonostante ciò, «era tutt’altro che un malvivente».